# سلافيا صوفيا
سلافيا صوفيا نادي كرة قدم بلغاري تأسس يوم 10 أبريل 1913 في العاصمة صوفيا.من العرب الدي شاركو فيه هو رايس وهاب مبولحي

## إنجازات النادي
- بطل الدوري البلغاري 7 مرات : 1928، 1930، 1936، 1939، 1941، 1943 و1996
- وصيف بطل الدوري البلغاري 9 مرات : 1932، 1934، 1950، 1954، 1955، 1959، 1967، 1980 و1990
- بطل كأس بلغاريا 12 مرة : 1926، 1928، 1930، 1936، 1943، 1952، 1963، 1964، 1966، 1975، 1980 و1996
- بطل كأس البلقان مرتين : 1986 و1988